# Castillo de Sovinec

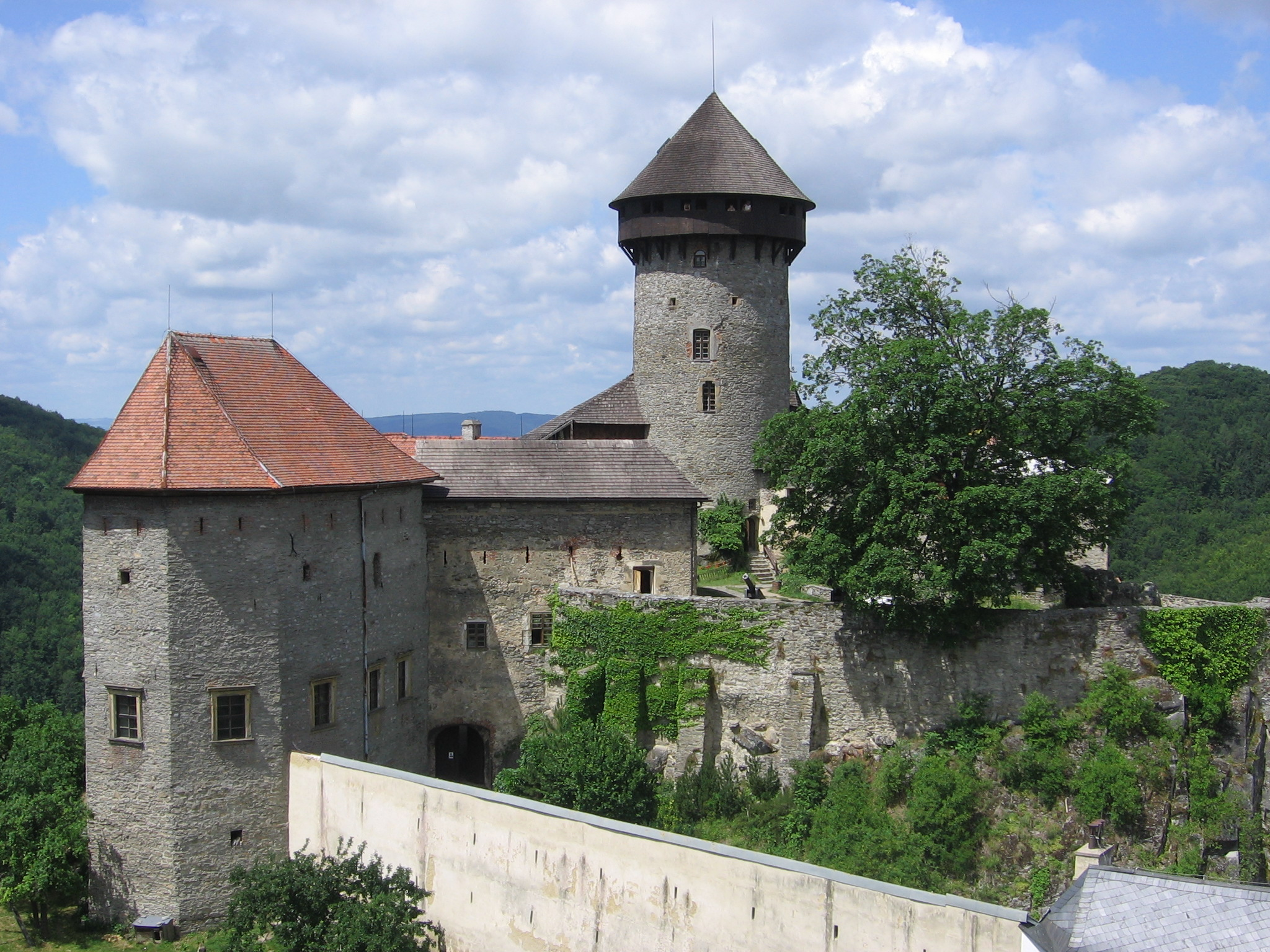
Vista desde la torre de la iglesia de San Agustín.

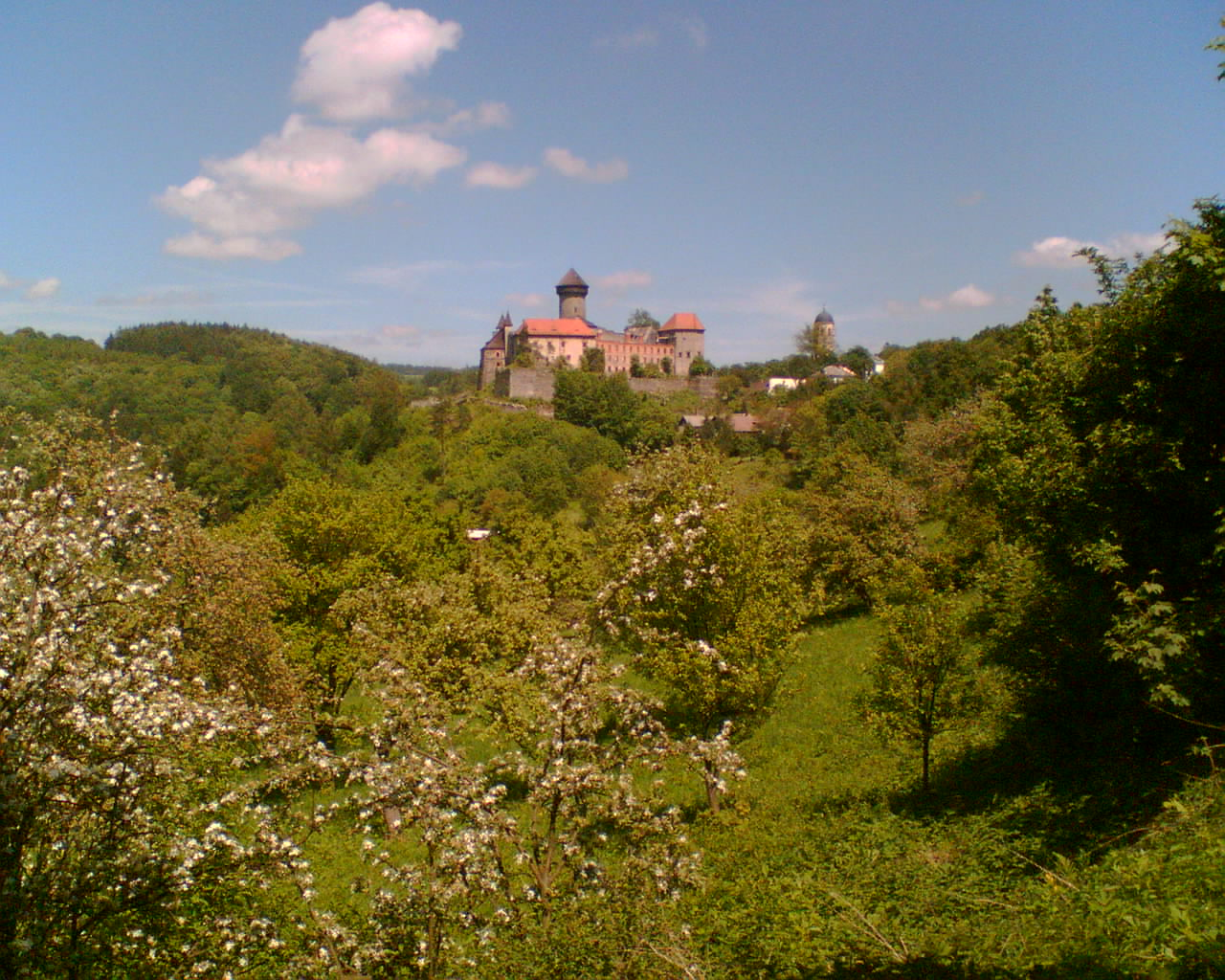
Vista general.

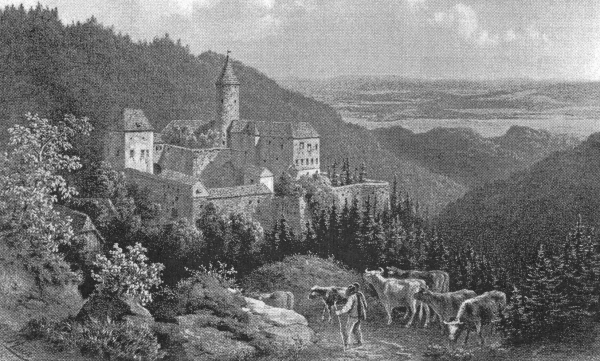
Sovinec en el.

EL Castillo de Sovinec es un castillo de la República Checa situado en la aldea de Sovinec (en el municipio de Jiříkov u Rýmařova, región de Moravia-Silesia). Se encuentra a unos 33 km al norte de Olomouc. Fue inaugurado en 1348 y en la actualidad pertenece al Estado. Está abierto al público en temporada alta.

## Historia
El Castillo fue mandado construir entre 1318 y 1348 por los Señores de Sovinec, Pablo I y Adalberto I, como residencia y centro de gobierno de su señorío. Modelado al estilo gótico, fue una importante plaza fuerte de los husitas durante la cruzada contra estos. En 1540, compra el señorío otra familia, la de los Boskovice, quienes dan al castillo un aspecto renacentista. Tras la Batalla de la Montaña Blanca, la Orden Teutónica, defensora del catolicismo y del Imperio, expropia el feudo a su dueño, el protestante Juan Kobylka de Kobylího. Corre el año 1623. La Guerra de los Treinta Años ha empezado y no tardarán en tomar el castillo las tropas danesas de Mansfeld, seguidas de las suecas del mariscal Torstenson. Acabada la guerra, la Orden restaura la fortaleza al estilo barroco. Pero en el siglo XVIII, al alejarse la amenaza turca, el castillo de Sovinec pierde su importancia estratégica, trasladando su función administrativa al Palacio de Bruntál. En 1784 un rayo hizo que se incendiara el castillo, que no fue restaurado de manera integral hasta 1837, año en que se empezó a utilizar como seminario. Su función fue cambiando: escuela forestal en 1867, residencia de verano de la Orden desde 1903. Hasta la Segunda Guerra Mundial, dispuso de un museo y una biblioteca de casi 20.000 volúmenes. En 1939 es confiscado por las SS, que lo utilizarán como prisión. Al acabar el conflicto, el castillo arde de nuevo (1945). Poco después, las posesiones de la Orden Teutónica en Checoslovaquia son expropiadas, en el marco de las medidas contra la minoría sudete. Y, a pesar, de que la expropiación es recurrida y anulada, sobre la base de la persecución sufrida por la Orden durante el nazismo, el gobierno comunista impedirá que la devolución del castillo se lleve a cabo. No es hasta 1960, que el Instituto de Estudios Checos de Brno emprende su restauración como nueva entidad administradora.

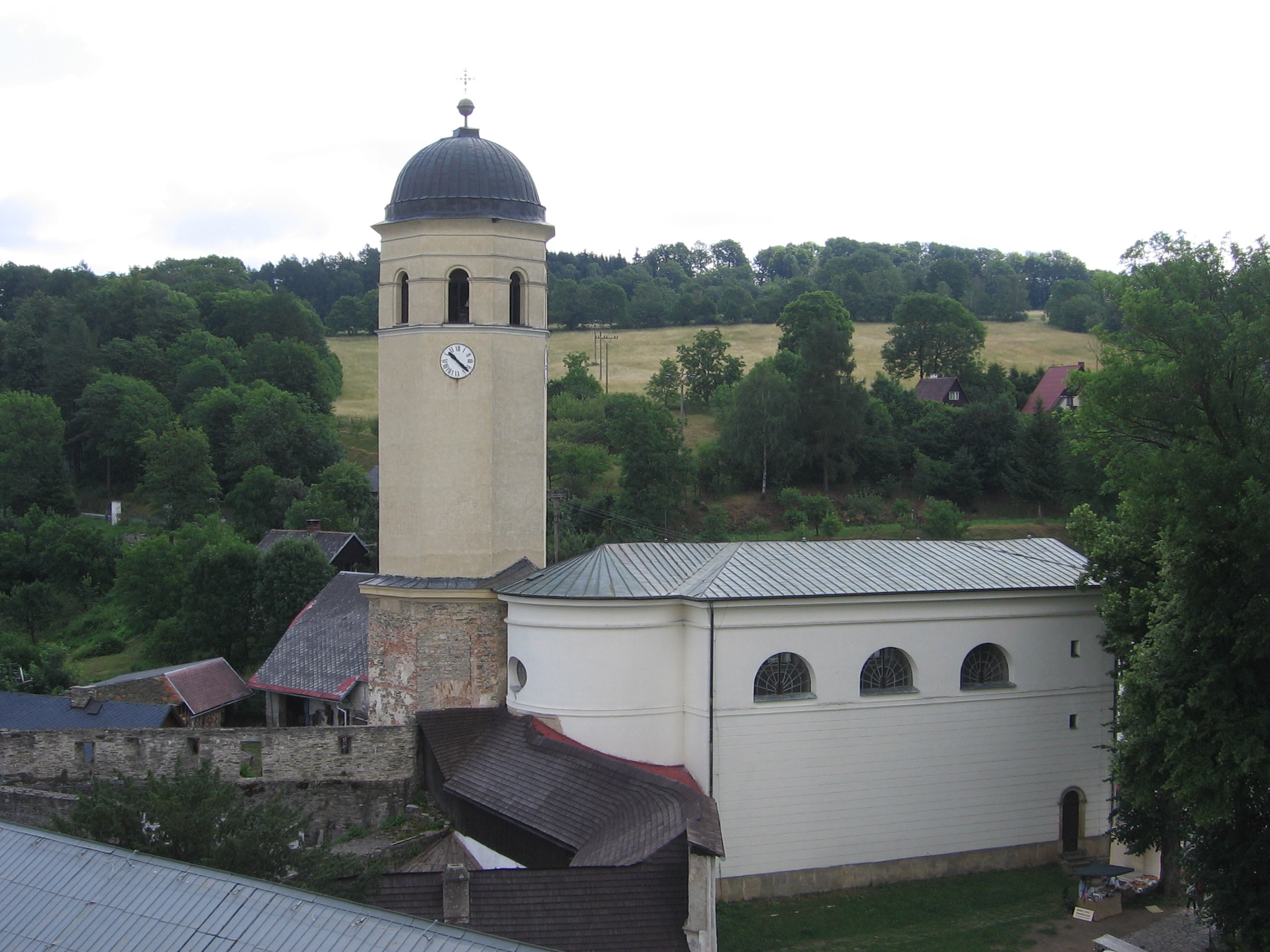
Iglesia de San Agustín.

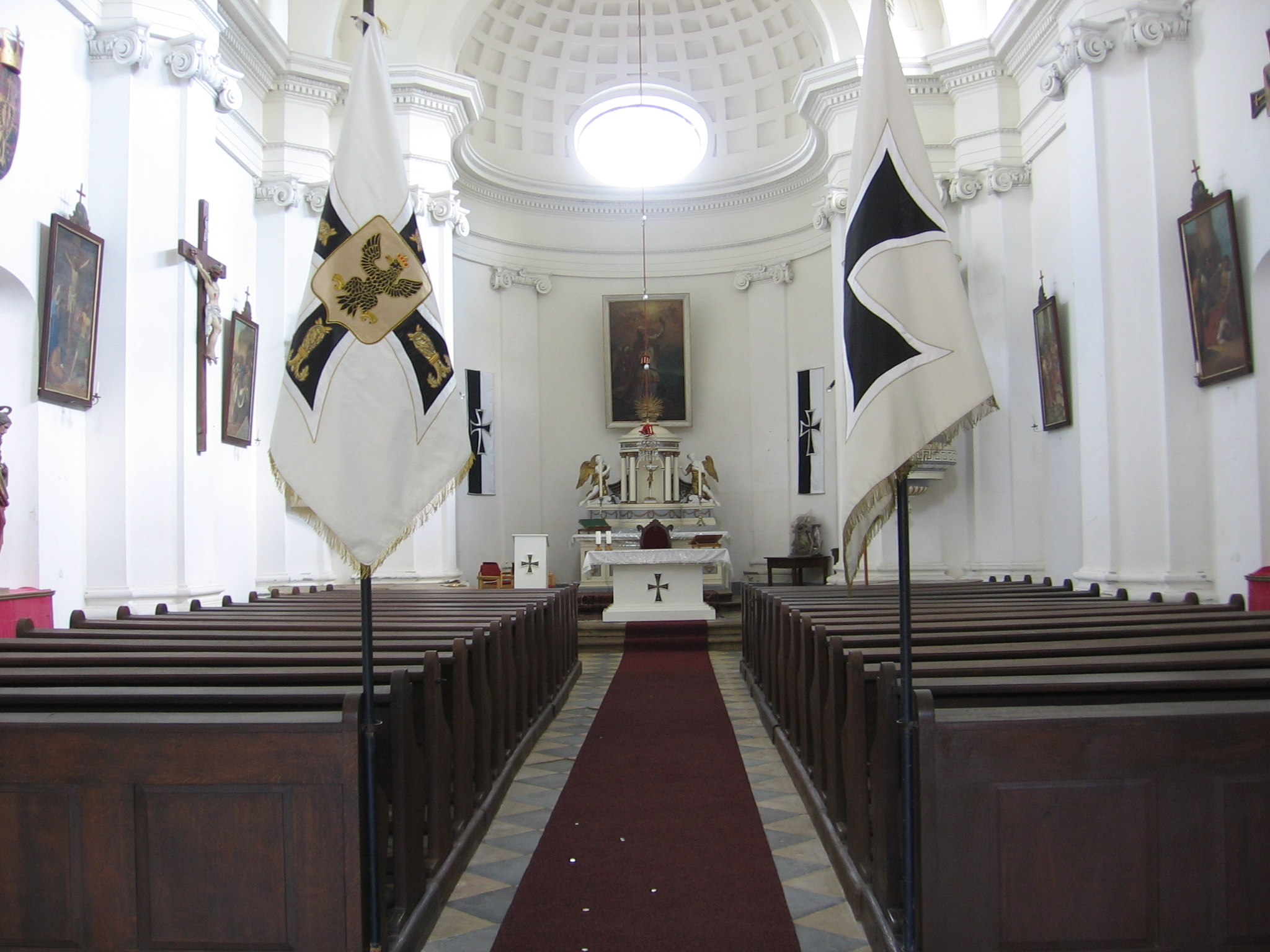
Interior de la iglesia de San Agustín.

## Turismo
El Castillo de Sovinec está abierto al público desde abril hasta octubre. Los visitantes tienen acceso a los patios del I al V, a la parte superior y más antigua del castillo y al torreón, desde el que se puede contemplar el Parque Natural del Sovinec. Además, en otras estancias hay habilitadas exposiciones sobre la historia del castillo, la escuela forestal que en él hubo, armamento y otros temas. 
También se llevan a cabo representaciones en traje de época, de espadachines, teatro, música y artesanía tradicional.
Adosada al castillo, se encuentra la Iglesia de San Agustín, construida a mediados del siglo XIX al estilo Imperio.